# 湣公 (杞)
湣公（びんこう、生年不詳 - 紀元前471年）は、春秋時代の杞の君主。姓は姒、名は維。僖公の子。紀元前487年12月、僖公が死去すると、後を嗣いで杞国の君主となった。紀元前471年、弟の閼路に殺害された。在位16年。